# Peralta de Calasanz
Peralta de Calasanz (katalanisch Peralta i Calassanç), auch bekannt unter der Bezeichnung Peralta de la Sal, ist eine Gemeinde der Provinz Huesca in der Autonomen Gemeinschaft Aragonien in Spanien. Sie liegt im Norden der Comarca La Litera rund 18 Kilometer nordöstlich von Monzón am Río Sosa, einem kleineren Zufluss des Cinca. Die im Mittelalter Petra Alta genannte, im Jahr 1970 aus dem Zusammenschluss von Peralta de la Sal mit Calasanz und Gabasa entstandene Gemeinde gehört zur katalanischsprachigen Franja de Aragón.

## Gemeindegliederung

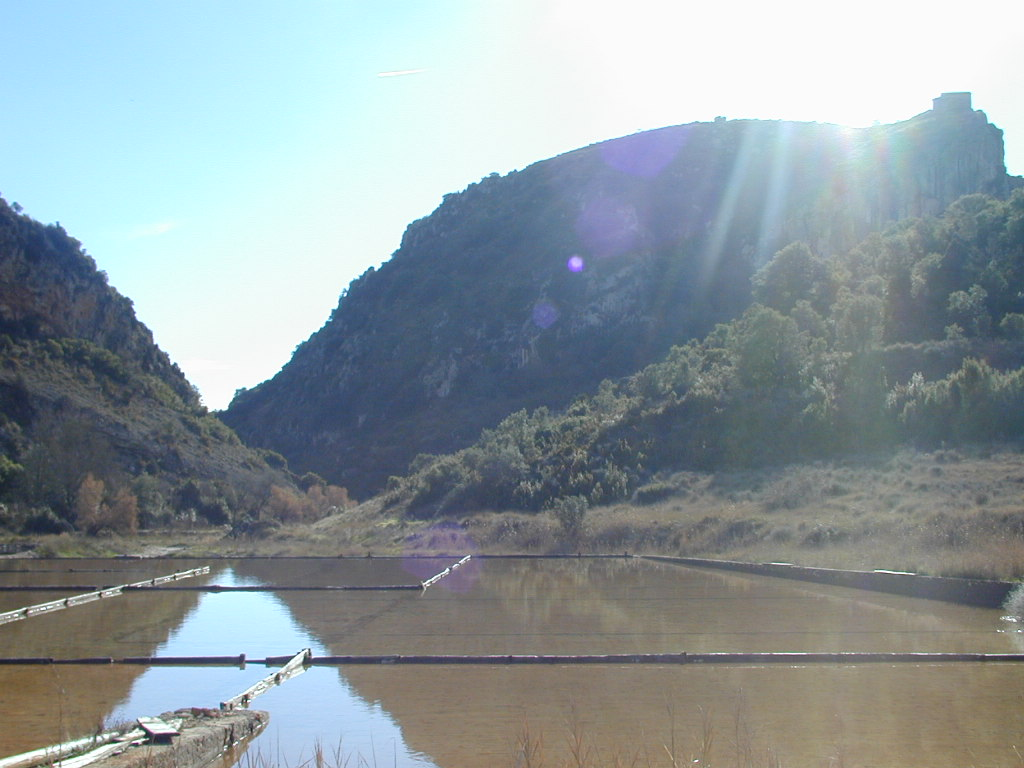
Ehemalige Saline von Calasanz

Peralta umfasst die Ortschaften:
- Peralta de la Sal
- Calasanz
- Cuatrecorz
- Gabasa

## Bevölkerungsentwicklung seit 1900
| 1900 | 1910 | 1930 | 1940 | 1950 | 1960 | 1970 | 1978 | 1986 | 1991 | 1998 | 2004 | 2008 |
| ---- | ---- | ---- | ---- | ---- | ---- | ---- | ---- | ---- | ---- | ---- | ---- | ---- |
| 2319 | -    | -    | 1121 | 989  | -    | 1090 | 774  | -    | 394  | 292  | 274  | 248  |

## Sehenswürdigkeiten

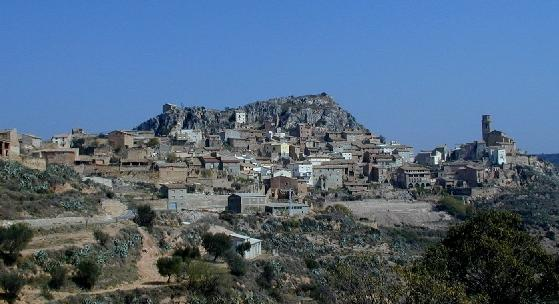
Calasanz

- Pfarrkirche Nuestra Señora de la Asunción
- Haus des José Calasanz mit dem Gemälde "La última comunión de San José de Calasanz" von Goya
- Bronzedenkmal des José Calasanz
- Einsiedelei Mora
- Überreste des Magnum Castrum aus der Römerzeit, unter maurischer Herrschaft Mamacasra, insbesondere der neuerdings restaurierte Turm.
- Pfarrkirche San Cipriano in Calasanz, 17. Jahrhundert
- Mittelalterliches Ortsbild von Calasanz
- Einsiedelei San Bartolomé in Calasanz
- Als Bien de Interés Cultural klassifizierte Salinen

## Persönlichkeiten
- José Calasanz (1556–1648), Stifter des Ordens der Piaristen